# Internationella kvinnoförbundet för fred och frihet

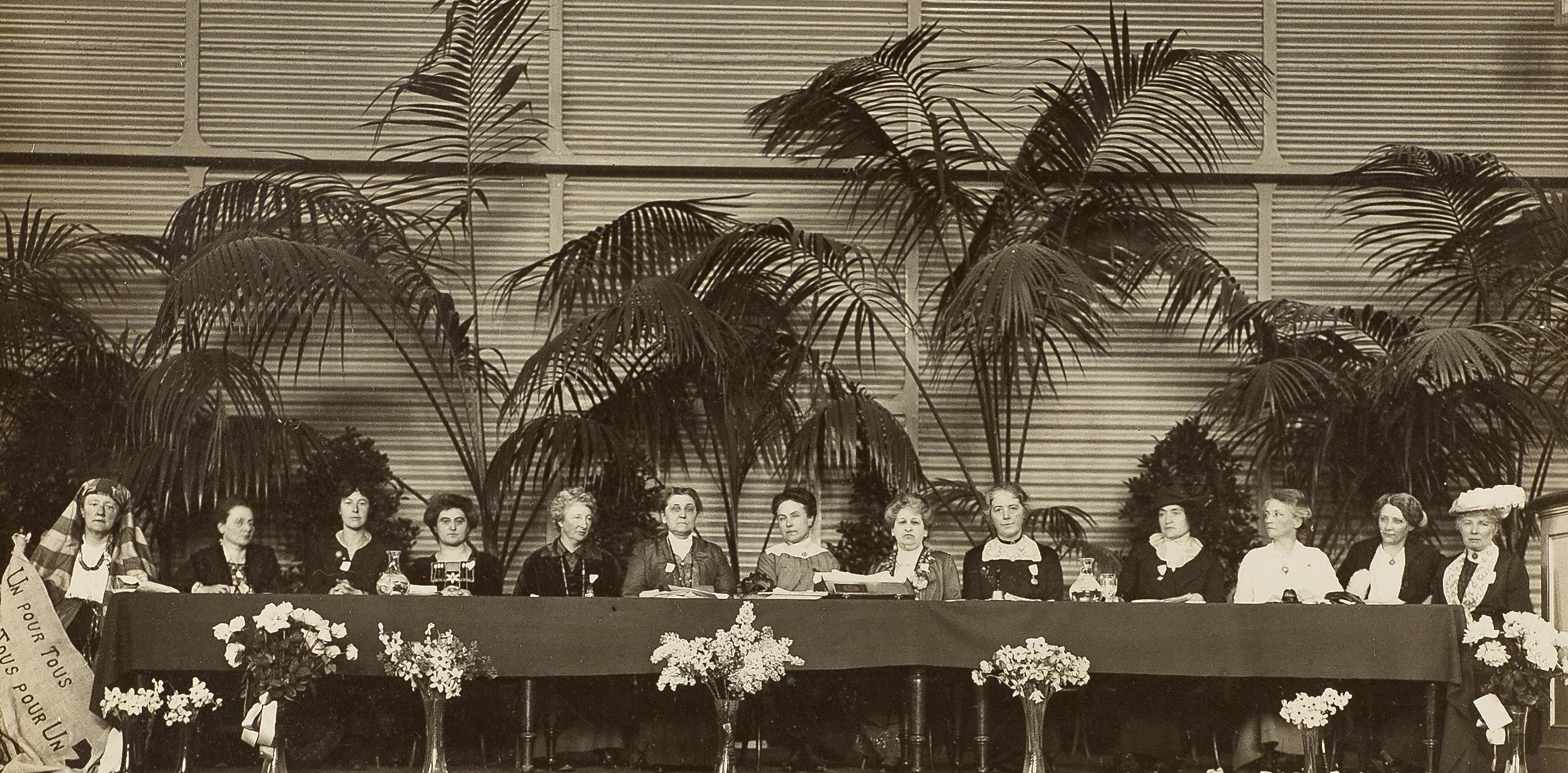
Haag konferensen 1915, från vänster:1. Lucy Thoumaian - Armenien, 2. Leopoldine Kulka – Österrike, 3. Laura Hughes - Kanada, 4. Rosika Schwimmer - Ungern, 5. Anita Augspurg - Tyskland, 6. Jane Addams - USA, 7. Eugenie Hanner, 8. Aletta Jacobs - Nederländerna, 9. Chrystal Macmillan - UK, 10. Rosa Genoni - Italien, 11. Anna Kleman - Sverige, 12. Thora Daugaard - Danmark, 13. Louise Keilhau – Norge

Internationella kvinnoförbundet för fred och frihet (IKFF) är en feministisk fredsorganisation som bildades 1915, sedan ett stort antal kvinnor samlats i Internationella Kvinnokongressen i Haag 1915 för att protestera mot kriget som pågick i Europa. 

## Historia

### Haagkonferensen 1915
Under kongressen bildades International Committee of Women for Permanent Peace (ICWPP) och Jane Addams utsågs till ordförande. Den svenska delegationen bestod av 12 delegater och leddes av Anna Kleman Kommitténs syfte var att uppmana neutrala länder till medlingspositioner och krigförande länder till dialog samt att skapa opinion för fredliga lösningar. Kongressens kortsiktiga mål var att få stopp på kriget samt långsiktiga nedrustningsplaner och krav på ökad jämställdhet mellan kvinnor och män samt mellan stater. Kongressen blev permanent med högkvarter i Genève; som ett resultat bildades Women's International League for Peace and Freedom (WILPF). Det svenska namnet blev Internationella Kvinnoförbundet för Fred och Frihet (IKFF). Det finns en svensk sektion av förbundet. 
Bland de svenska delegaterna vid kongressen i Haag fanns Elin Wägner, Emilia Fogelklou och Matilda Widegren.

### Fredsresan 1985
I maj 1985 startades "Den stora Fredsresan" som blev en internationell aktion där delegationer med kvinnor med olika nationaliteter och från olika världsdelar besökte FN-länders regeringar för att ställa dem fem frågor:
- Vill ni förbjuda ert lands försvar att lämna ert eget lands territorium – om alla FN-länder gör detsamma?
- Vill ni förbjuda kärnvapen och andra massförstörelsevapen i ert land – om alla andra FN-länder gör detsamma?
- Vill ni förbjuda all vapenexport från ert land – om alla andra FN-länder gör detsamma?
- Vill ni satsa på att rent vatten, mat, elementär hälsovård och skolutbildning garanteras i hela världen?
- Vill ni lösa konflikter med andra länder genom fredliga medel, inte genom militära åtgärder eller hot om sådana?

Den första etappen genomfördes 1985 till Europas länder. Året därpå 1986 genomfördes en s.k. Ja-konferens på Ronneby Brunn med representanter för de regeringar som svarat ja på frågorna, tillsammans med forskare och aktivister. I oktober 1986 fortsatte resan utanför Europa. Sammanlagt besöktes 105 FN-länder. De internationellt sammansatta delegationerna träffade i flertalet länder regeringschefen eller utrikesministern och gjorde ett antal framträdanden i radion, TV och andra media, något som bidrog till att frågorna blev kända. 1988 avslutades aktionen med "Folkens globala toppmöte" 21–23 september i FN-huset i New York. Fredsresan gav flera nya nätverk, skapade nya sektioner och många människor över hela världen fick reflektera över frågor om fred, nedrustning och utveckling. Den Stora Fredsresan ville lyfta fram att regeringarna var ansvariga inför de förenta nationerna folk.

## IKFF och FN
Internationella kvinnoförbundet för fred och frihet har en rådgivande roll till FN som NGO (icke-statlig förening). 
Förbundet var en stark kraft bakom FN:s Säkerhetsråds antagande av FN:s säkerhetsråds resolution 1325 om kvinnor, fred och säkerhet (2000). Resolutionen är den första någonsin att ta upp kvinnors situation i krig och konflikter samt kvinnors deltagande i förebyggande och lösande av konflikter.
Nobels Fredspris har tre gånger tilldelats medlemmar av förbundet: Alva Myrdal, 1982, för sitt arbete med nedrustningsfrågan, Jane Addams, WILPF:s första ordförande, fick priset 1931 och Emily Greene Balch, förbundets första generalsekreterare, fick Nobels Fredspris 1946. 2017 tilldelades International Campaign to Abolish Nuclear Weapons (ICAN) Nobels fredspris, där IKFF sitter med i styrgruppen. 

## IKFF i Sverige
IKFF är den svenska sektionen av den internationella fredsorganisationen Women’s International League för Peace and Freedom, WILPF. I Sverige grundades organisationen 1919. Det internationella sekretariatet ligger i Genève. Huvudkontoret ligger i Stockholm och det finns sju lokalkretsar: Göteborg, Jönköping, Malmö/Lund, Motala, Uppsala, Stockholm och Växjö.
Organisationen finansieras nästan uteslutande med offentliga medel.
IKFF Sverige arbetar med kärnvapenfrågan och var remissinstans till utredningen om Sveriges anslutning till FN:s kärnvapenkonvention. FN:s agenda om kvinnor, fred och säkerhet är ett viktigt fokusområde, IKFF granskar exempelvis Sveriges implementering av agendan.  IKFF Sverige har även en samordnande roll i den afrikanska regionen och har bidragit till den stora expansion av IKFF-sektioner. 
Organisationen ger ut tidningen Fred & Frihet.
Organisationen finansieras nästan uteslutande med offentliga medel.

## Verksamhet
Förbundet arbetar för
- att skapa en global gemensam säkerhet genom att förebygga krig
- att FN:s deklaration om mänskliga rättigheter och dess konventioner skall förverkligas
- att kvinnor skall kunna delta, fullt och jämlikt, på samhällets alla nivåer
- en rättvis fördelning av och varsam hushållning med naturtillgångarna

### Fokusområden
Förbundets fokusområden är att 
- Utmana militarismen Detta sker genom att man problematiserar EU:s agerande som global aktör då exempelvis Lissabonfördraget uppmanar medlemsländerna att rusta sig militärt, istället för att nedrustning.  Vidare anser förbundet att FN är den enda globala aktören med rätt att ingripa med våld i konflikter och att nödvändiga militära insatser bör genomföras under FN:s regi.

- Investera i fred Att skapa och bibehålla fred innebär enligt förbundet mer än att endast stoppa krig och konflikter då fred inte endast innebär avsaknad av väpnad konflikt. Istället ska en breddad syn på fred vara den rådande vilket betyder att man arbetar för att skapa förutsättningar för ett samhälle baserat på jämlikhet och jämställdhet och där jordens resurser fördelas rättvist. Klimatets viktiga roll för konflikter idag och i framtiden ska även uppmärksammas. Utöver det ovannämnda betyder investering i fred att man lyfter fram den expertis som finns i civilsamhället och att man tillvaratar kvinnors kompetens när det gäller fred och säkerhet. Kvinnor påverkas minst lika mycket av krig som män, men marginaliseras ändå i fredsarbetet. Istället för att endast se kvinnor som offer i krig ska de ses som de potentiella aktörer de faktiskt är.
- Stärka FN